# نيكون دي 7000
نيكون دي 7000 (بالإنجليزية: Nikon D7000)‏ هي كاميرا رقمية ذات عدسة أحادية عاكسة 16.2 ميجا بيكسل، أصدرتها نيكون في سبتمبر 2010.

## تفاصيل
مع انها تقع في تصنيف المستخدمين المتقدمين Advanced Consumer وليس المحترفين Professional ولا الفئة الأولى Flagship الا انها بامتلاكها العديد من المميزات الاحترافية كجسم من الماغنيسيوم مضاد للعوامل الجوية وفيوفايندر بتغطية 100 % و39 نقطة تركيز وسرعة التقاط 6 لقطات في الثانية ومنفذين للذاكرة وتصوير 1080P ونسبة تشويش منخفضة عند الحساسية العالية ISO بالإضافة إلى مميزات فئتها الافتراضية استطاعت تلقى استحسان الكثير من المصورين وحصلت على تقارير جيدة تم واعتبارها صفقة رابحة سعرا وأداء.

## سلبيات
تفتقر الكاميرا ميزة واحدة احترافية هي عدم إمكانية تغير فتحة العدسة أثناء تسجيل الفيديو ويستلزم ايقاف الفيديو والخروج من وضع المشاهدة الحى live view وتغير الفتحة والرجوع لوضع المشاهدة الحى ثم بدء التسجيل من جديد الا انه يمكن تدارك هذه النقطة باستخدام عدسة ذات حلقة يدوية.
هناك خلاف بين المستخدمين حول نظام مقياس الضوء metering system الجديدالذي يسبب حسبما يراه البعض تعريضا ذائدا للصور والذي ادعى البعض الآخر انه ليس كذلك ولكنه بسبب عدم التأقلم مع النظام الجديد الا انها لم تقلل من حماسة المصورين تجاهها.
و حققت الكاميرا أفضل المبيعات لشركه نيكون.

## معرض صور

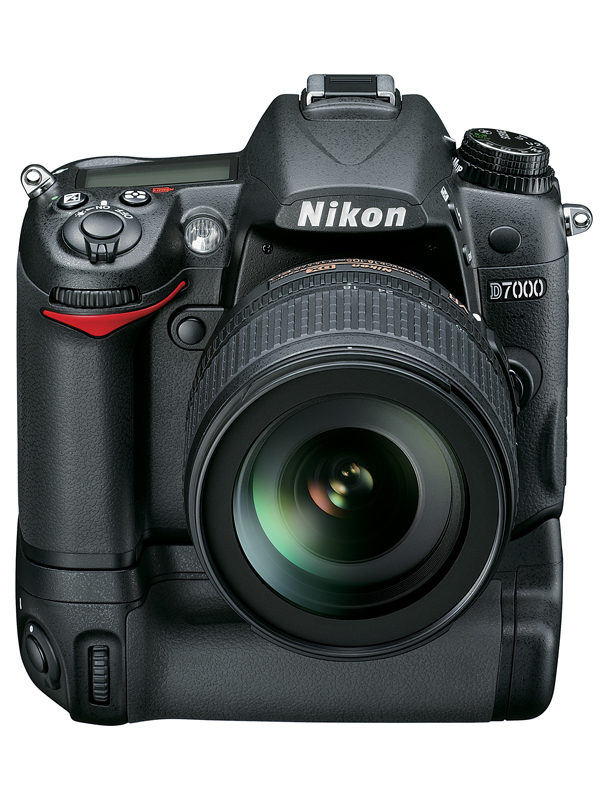
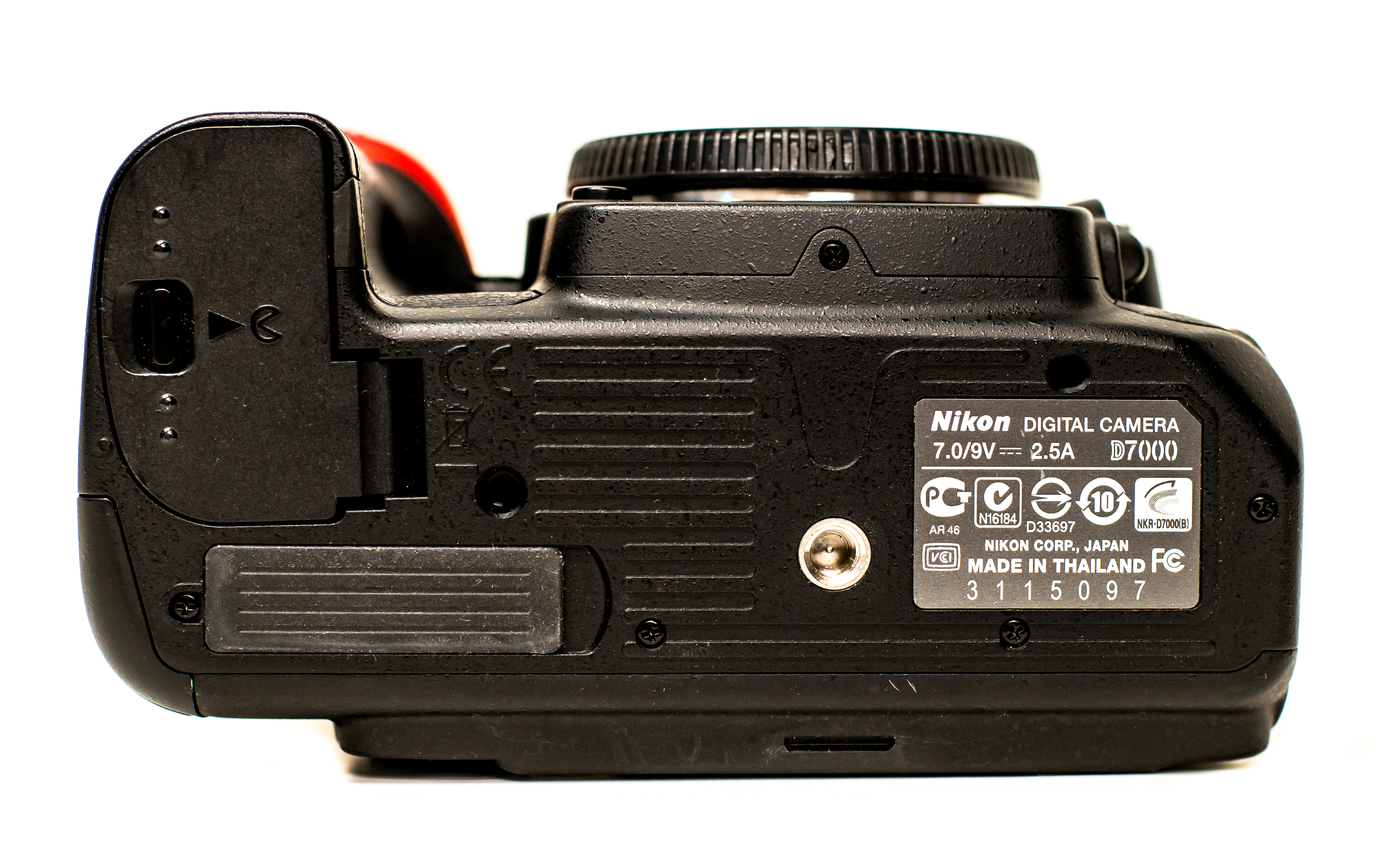
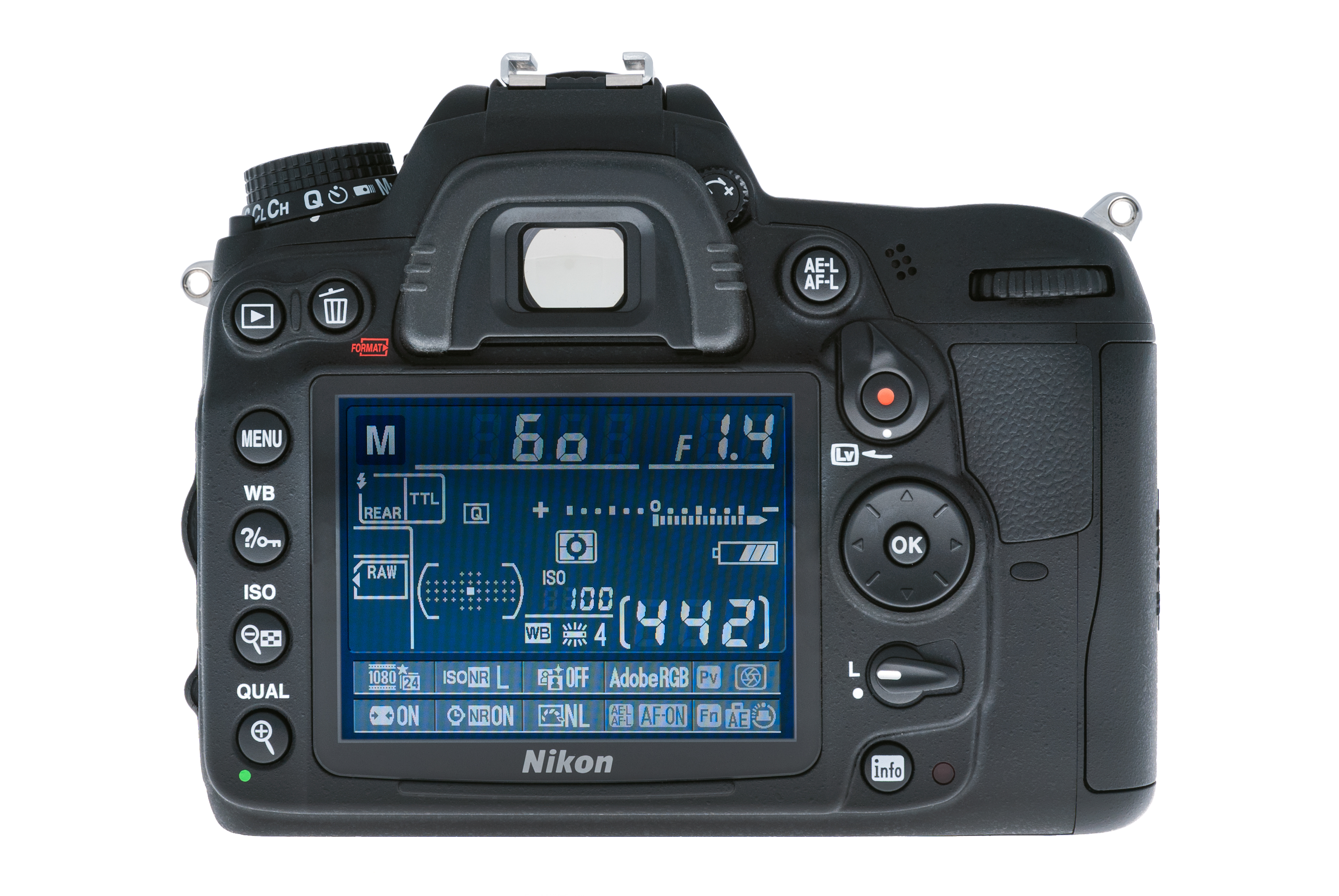
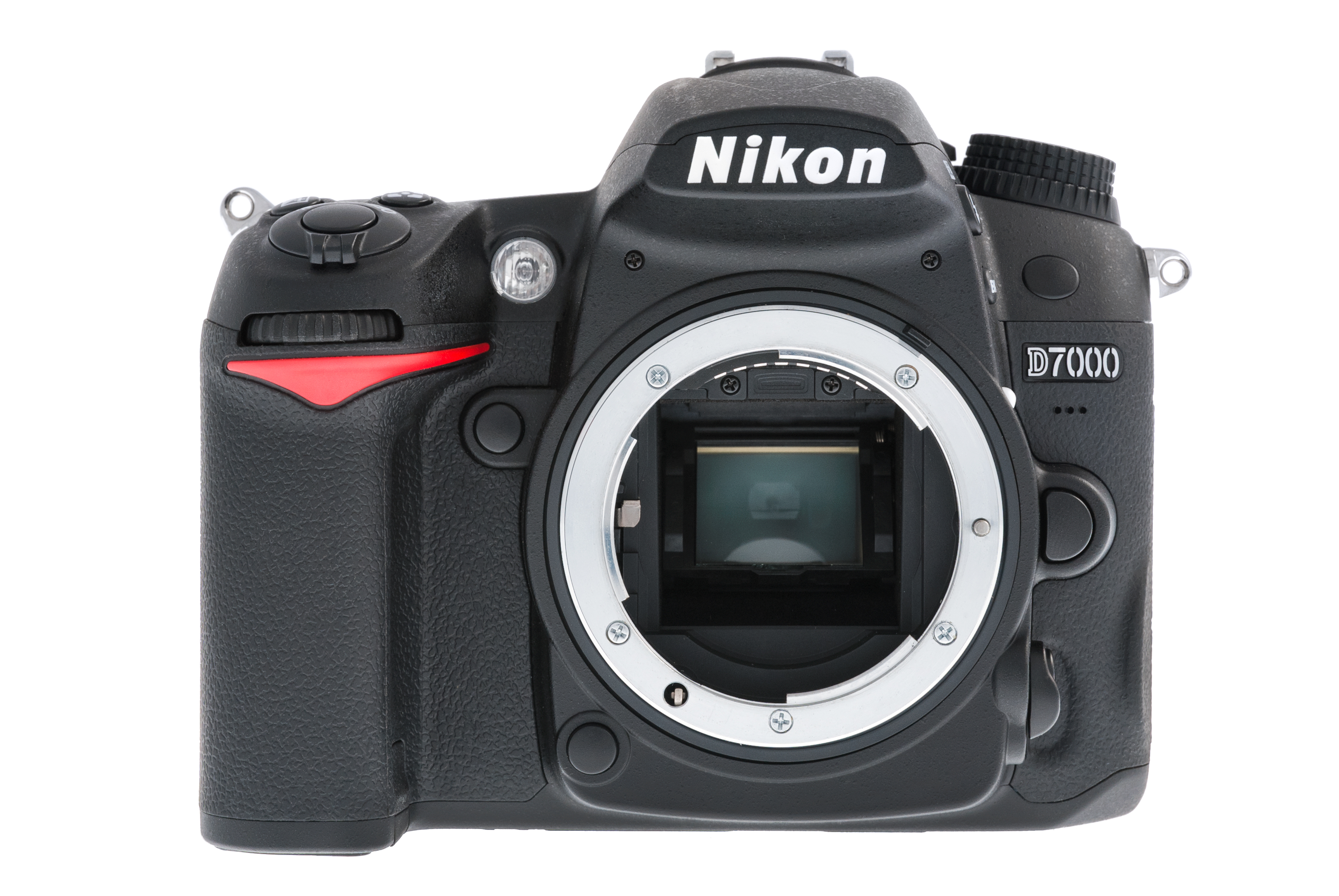

## وصلات خارجية
- منصة اختبار مفصلة تعرض المشكلة (مدة الاجزاء 20 دقيقة)

http://www.youtube.com/watch?v=45RMwo78bvY
http://www.youtube.com/watch?v=hXND6WcFtE0
http://www.youtube.com/watch?v=yNbvcS_Pukg
1. ↑  Nikon D7000 RAW Burst Test (SDHC, SDXC, UHS-I card speed review) The Sports Photo Guy [وصلة مكسورة] نسخة محفوظة 5 أغسطس 2014 على موقع واي باك مشين.